# Tafel aufheben

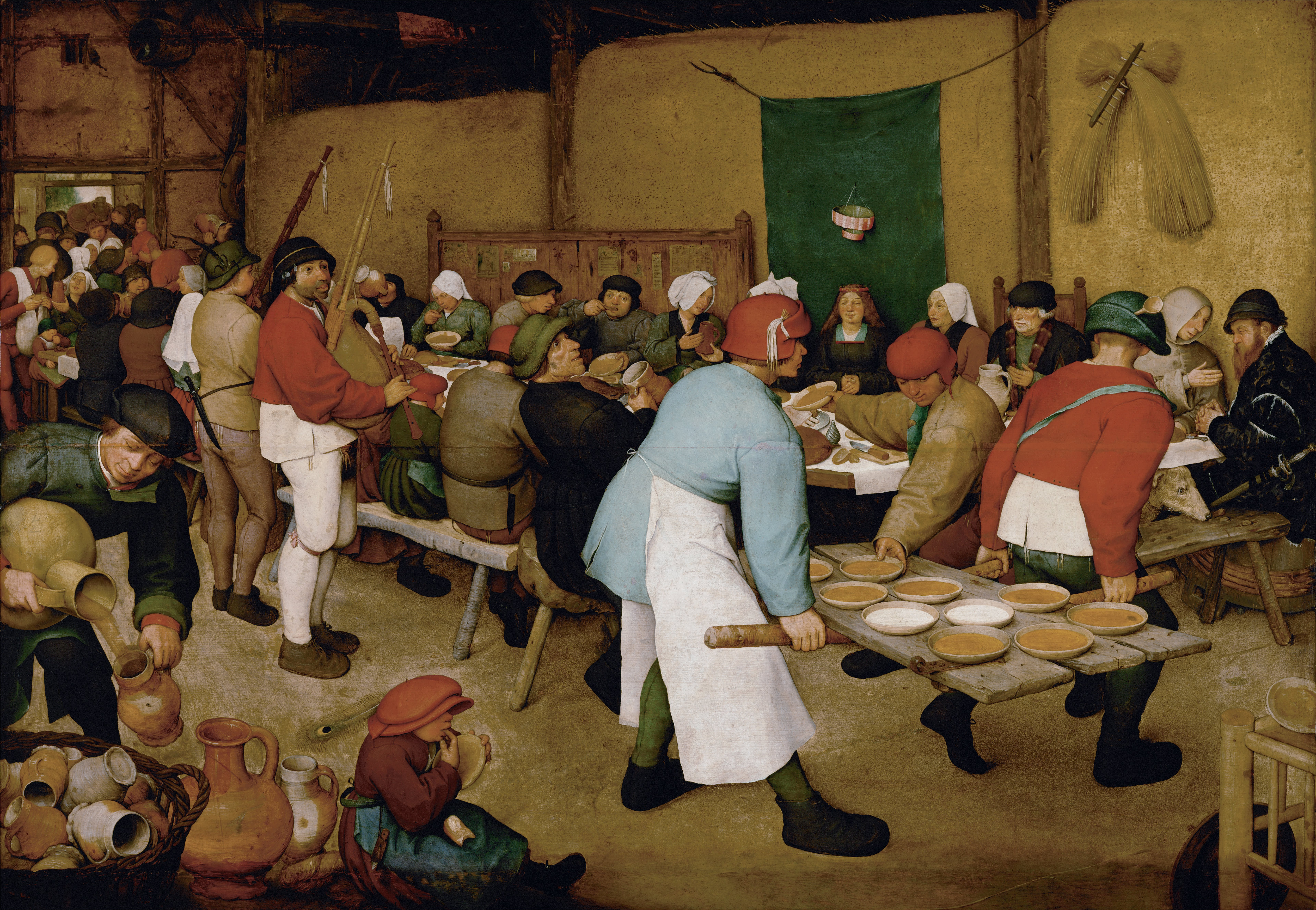
Die Bauernhochzeit von Pieter Brueghel dem Älteren vermittelt in etwa den Eindruck von „getragenen Tafeln“

Die Tafel aufheben ist eine mittelalterliche Redewendung, die früher wie im heutigen Sprachgebrauch synonym für „ein Essen beenden“ benutzt wurde bzw. wird.
Der Ursprung der Redewendung liegt in den Essgewohnheiten adliger oder wohlhabender Personen des Mittelalters und späterer Zeiten begründet. Damals wurden die Speisen auf der Tischplatte – der Tischtafel oder einfach Tafel – wie auf einem riesigen Tablett von der Dienerschaft in den Saal getragen und dort auf Böcke oder andere Untergestelle vor die Gäste hingestellt. Wenn der Hausherr das Essen zu beenden gedachte, gab er Anweisung zur „Aufhebung der Tafel“. Dienstboten eilten dann herbei, hoben die gesamte Tafel mit allen daraufstehenden Gerätschaften hoch und trugen sie und die Böcke in die Küche zur Entsorgung der Speisereste und Reinigung des Geschirrs, sie „hoben die Tafel auf“ – sprichwörtlich – das Essen galt dann als beendet, die Gäste durften ihren Platz verlassen und anderen Dingen nachgehen. Auch heute bedeutet „die Tafel aufheben“ wie früher „ein Essen beenden“, nur dass Speisetisch oder Tafel abgeräumt anstelle sprichwörtlich mitweggeräumt – „aufgehoben“ und weggetragen werden. Aus der Zeit stammt auch das Verb „tafeln“ – „an der Tafel essen“, also mit Stil speisen.